# José Maria Maimone
José Maria Maimone (ur. 6 października 1932 w Astolfo Dutra) – brazylijski duchowny rzymskokatolicki, w latach 1973-2002 biskup Umuarama.

## Życiorys
Święcenia kapłańskie przyjął 29 czerwca 1961. 12 czerwca 1973 został prekonizowany biskupem Umuarama. Sakrę biskupią otrzymał 29 czerwca 1973. 8 maja 2002 zrezygnował z urzędu.